# Karim Shabazz
Karim I. Shabazz (Queens, 2 novembre 1978) è un ex cestista statunitense, professionista in Europa, nella NBDL e in Sudamerica.

## Carriera

Shabazz nel 2002 in ritiro con Capo d'Orlando

Centro di 218 cm anche se talvolta contrassegnato con un'altezza di 213 cm da alcuni siti europei, a livello universitario Shabazz si divise tra il biennio trascorso presso la Florida State University e quello presso il Providence College, da cui uscì nel 2001 dopo un'annata da 8,9 punti e 7,4 rimbalzi di media. Qui fu anche il giocatore più alto nella storia dell'ateneo.
Non venne scelto al draft NBA 2001, così nell'estate di quell'anno superò un provino con la Pallacanestro Varese con cui disputò la Serie A 2001-2002. Collezionò 27 presenze, con medie pari a 6,8 punti e 5,8 rimbalzi nei 20,8 minuti a gara concessigli da coach Gregor Beugnot.
Militò in Italia anche nella stagione seguente, tuttavia non nella massima serie bensì nel campionato di Legadue con i colori dell'Orlandina Basket. A novembre venne messo fuori rosa per motivi comportamentali, salvo poi essere reintegrato. Nonostante l'esonero avvenuto a dicembre del tecnico Gianni Lambruschi, con cui i rapporti non furono ottimali, il 5 gennaio 2003 giocò la sua ultima partita con il club siciliano: la sua parentesi in biancazzurro terminò infatti in anticipo, e si chiuse con 7,7 punti e 6,9 rimbalzi in 23,5 minuti di media nelle 15 presenze totalizzate.
Tornò negli Stati Uniti per giocare nella lega di sviluppo NBDL, ma fece anche parte degli Harlem Globetrotters.
Continuò poi la sua carriera tra Svezia, Uruguay, la seconda serie tedesca e Lussemburgo.

## Palmarès
- NBA Development League Defensive Player of the Year Award (2004)
- Miglior stoppatore NBDL (2003)